# Charles de Louvrié
Jean Delouvrier dit Charles de Louvrié, né le 3 juillet 1821 à Combebisou (auj. Campouriez) où il est mort le 12 mars 1894, est un inventeur français, un des pionniers de l'aviation. Il a déposé le tout premier brevet d'avion à moteur à réaction,.

## Biographie
Il est le fils d'un fermier, Jean-Antoine Delouvrier et de sa femme Marie-Marc. Le prêtre de son village natale remarquant ses importantes capacités le fait placer dans un petit séminaire pour l'instruire. Après la mort de ses parents, il quitte le séminaire et, avec sa part d'héritage, part pour Paris. Il devient alors employé des chemins de fer.
Sur un quai de gare, il aide la baronne douairière d'Orcet à retrouver ses bagages. Une idylle se noue aussitôt. Il l'épouse et améliore ainsi sa situation financière. A la demande de sa femme, il acquiert un titre de noblesse et change ainsi son nom en Charles de Louvrié. Sa femme meurt en 1860. Avec sa richesse, il se lance dans des activités commerciales. Il fonde deux entreprises près de Clermont-Ferrand pour la production de quincaillerie et un moulin à farine. C'est à la même époque qu'il mène des recherches sur le vol aérien.

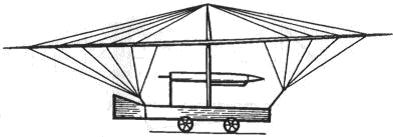
L' Aéronave de Charles de Louvrié

Il invente en 1863 l' Aéronave, un aéroplane avec propulsion à réaction. Il en construit en 1868 un modèle réduit à ailes repliables, inventant ainsi l'aéroscaphe.
Il étudie en 1868-1869 l'erreur de Navier et dépose en 1877 un nouveau projet sur un système de compensation de la portance par élasticité. On lui doit alors un mémoire sur Le mode d'action des fluides contre un plan qu'il expose à l'Académie des sciences.
Il est maire de Campouriez de 1884 à 1888.
Il meurt le 12 mars 1894 dans son village natal.

## Hommages
Jules Verne le mentionne dans le chapitre III de son roman Robur-le-Conquérant.
Il existe dans l'Aveyron une Association des Amis de Charles de Louvrié ainsi qu'au lieu-dit Bez-Bédène un Musée et Espace Charles de Louvrié.

## Publication
- 1867 : Vol des oiseaux: Équation du travail, erreur de navier
- 1878-1880 : L'oiseau vole, l'homme volera : étude de la stabilité de l'oiseau dans l'air